# رابود
رابود هي إحدى قرى منطقة دورا في محافظة الخليل جنوب الضفة الغربية، تقع إلى الجنوب الغربي من مدينة الخليل على بعد 13 كم، يحدها من الشرق السموع ومن الشمال كرمة ومن الجنوب أبو العرقان ومن الغرب أبو العسجا وكرزا، بلغ تعداد السكان في قرية رابود 2,262 نسمة حسب الجهاز المركزي للإحصاء الفلسطيني ويتألف سكان قرية رابود من عدد من العائلات، منها: الحريبات، قطينة، العقيلي، شنان.

## التسمية
يعود تاريخ قرية رابود إلى العهد الكنعاني. وتعود تسمية قرية رابود إلى الكلمة الكنعانية «دبير».

## الموقع الجغرافي والمناخ
تقع قرية رابود على ارتفاع 647 مترا فوق سطح البحر، ويبلغ المعدل السنوي للأمطار فيها حوالي 436 ملم، أما معدل درجات الحرارة فيصل إلى 16 درجة مئوية، ويبلغ معدل الرطوبة النسبية حوالي 61%.

## الصحة
تفتقر قرية رابود إلى المرافق الصحية، باستثناء وجود مركز أمومة وطفولة، تشرف عليه وزارة الصحة الفلسطينية. وفي حالة الطوارئ يتوجه المرضى للعلاج في المرافق الصحية الموجودة في بلدة دورا، أو بلدة الظاهرية واللتان تبعدان عن القرية 10كم و6 كم على التوالي.